# Христос Депас
Христос Василиу Депас (на гръцки: Χρήστος Βασιλείου Δέπας) е гръцки юрист и политик.

## Биография
Роден е в 1910 година в Битоля, като по произход е от Кожани. Учи право в Солунския университет и работи като адвокат. От 1966 до 1968 година е председател на Солунското дружество на кожанците. В 1968 година става председател на Федерацията на западномакедонски асоциации в Солун, период, през който се организират редица събития за така наречената Македонска борба.
Служи като номарх на Лерин от 1958 до 1960 година, а след това на Пела от 1960 до 1963 година и Арта от 1963 до 1965 година. Той подава оставка през февруари 1965 година въз основа на закона за доброволна оставка на номарсите.
Умира на 74-годишна възраст в Солун през 1984 година.